# Erdbeben im Nordwesten von Baotou in der Inneren Mongolei 849
Das Erdbeben im Nordwesten von Baotou in der Inneren Mongolei 849 ereignete sich am 24. Oktober des Jahres 849 in der Zeit der Tang-Dynastie im Nordwesten von Baotou in der Inneren Mongolei, China. Das Jiu Tangshu berichtet in seinem 37. Kapitel (juan) von mehreren tausend Toten, das Xin Tangshu, Kap. 35, von mehreren zehn(tausend) Toten. 
Aufgrund der verursachten Schäden ließ sich abschätzen, dass das Beben eine Magnitude von 7 hatte.